# Холодов, Владимир Николаевич
Владимир Николаевич Холодов (21 августа 1925, Москва — 28 июля 2023, Москва) — советский и российский геолог, доктор геолого-минералогических наук, профессор, академик РАЕН (1991), Лауреат Государственной премии СССР (1967), главный редактор журнала «Литология и полезные ископаемые» (1980—2015), исследователь геохимии осадочных пород и руд.

## Биография
Родился 21 августа 1925 года в Москве
В 1943—1946 годах радиотелеграфист, начальник полевой радиостанции в составе частей 1-го Украинского и Ленинградского фронтов.
В 1951 году окончил Московский нефтяной институт. Его научным руководителем был Л. В. Пустовалов.
1950—1956 — младший научный сотрудник Экспедиции № 1 Института геологических наук АН СССР;
- 1955 — кандидат геолого-минералогических наук.

1957—1965 — старший научный сотрудник Института минералогии и геохимии редких элементов (ИМГРЭ);
1965—1975 — старший научный сотрудник в Отделе литологии ГИН АН СССР, под руководством Н. М. Страхова.
- 1970 — доктор геолого-минералогических наук[4].

В 1975—1996 годах — заведующий лабораторией геохимии осадочных пород Геологического института АН СССР (ГИН АН СССР / РАН).
По совместительству — преподаватель (с 1987 — профессор) Геологического факультета МГУ. Преподаватель Государственного университета нефти и газа.
В 1980—2015 годах был главным редактором журнала «Литология и полезные ископаемые».
С 1996 года — главный научный сотрудник Геологического института РАН, Отдел литологии, Лаборатория седиментологии и геохимии осадочных бассейнов.
Скончался 28 июля 2023 года в Москве на 98-м году жизни.

## Награды и премии
- Орден Отечественной войны II степени.
- 10 медалей ВОВ[6].

Премии:
- 1967 — Государственная премия СССР за первое мировое обобщение по редким металлам[7][8].
- 1976 — Премия МОИП за книгу «Осадочный рудогенез и металлогения ванадия», 1973[9].
- 2012 — Первая премия «МАИК Наука/Интерпериодика».

## Членство в организациях
- Междуведомственный литологический комитет СССР
- Международная ассоциация седиментологов (IAS)
- Диссертационный совет Геологического факультета МГУ[10].